# Talgai
Talgai é um local em Queensland (Austrália) onde, em 1884, foi descoberto um crânio de um aborígene arcaico.